# Titularbistum Succuba
Succuba ist ein Titularbistum der römisch-katholischen Kirche. 
Es geht zurück auf einen untergegangenen Bischofssitz in der gleichnamigen antiken Stadt, die in der römischen Provinz Africa proconsularis (heute nördliches Tunesien) lag. Der Bischofssitz war der Kirchenprovinz Karthago zugeordnet.
| Titularbischöfe von Succuba |                          | |                  |                   |
| Nr.                         | Name                     | Amt | von              | bis               |
| 1                           | Georges Cabana           | emeritierter Erzbischof von Sherbrooke (Kanada)                                                                 | 7. Februar 1967  | 27. November 1970 |
| 2                           | Thomas Nantha            | Weihbischof in Vientiane Apostolischer Vikar von Vientiane Apostolischer Administrator von Luang Prabang (Laos) | 25. April 1974   | 7. April 1984     |
| 3                           | Eugène Tremblay          | Weihbischof in Québec (Kanada)                                                                                  | 3. November 1984 | 3. Mai 2004       |
| 4                           | Gabriel Peñate Rodríguez | Apostolischer Vikar von Izabal (Guatemala)                                                                      | 21. Mai 2004     |                   |